# DeWitt Clinton
DeWitt Clinton (Little Britain, 2 marzo 1769 – Albany, 11 febbraio 1828) è stato un politico statunitense.

## Biografia
Nipote di George Clinton, fu senatore dal 1798 al 1802, sindaco di New York dal 1803 al 1815 e governatore dello Stato di New York per tre volte, tra il 1817 ed il 1826.
Dal 1810 al 1824 egli fu membro della Commissione per la costruzione del Canale Erie. Fu uno dei primi membri della medesima, istituita nel 1810, che partecipò alla progettazione ed al controllo della esecuzione del canale e dal 1816 ne divenne l'elemento trainante.
In suo onore poi fu battezzata col suo nome la locomotiva DeWitt Clinton, costruita nel 1831 dalla West Point Foundry Association di New York per la Mohawk and Hudson River Railroad.

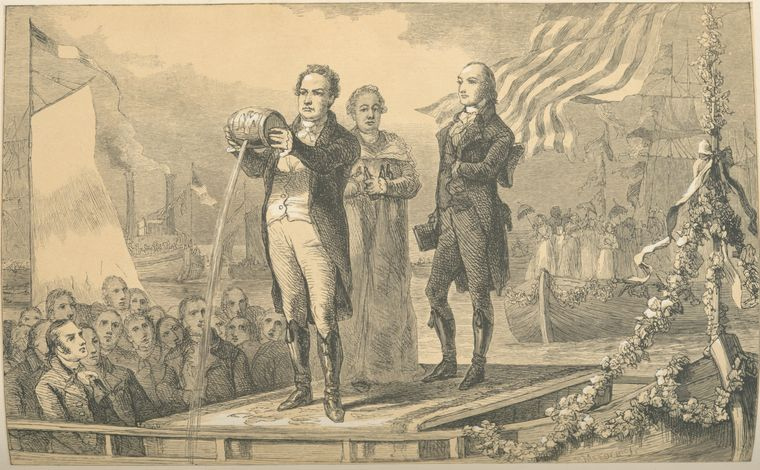
Stampa che mostra DeWitt Clinton mentre mescola le acque del Lago Erie con l'Oceano Atlantico nel 1826.

### Appartenenza alla Massoneria
Clinton fu un massone del Rito di York. Egli fu iniziato nella loggia "Holland" No. 16 (oggi No 8), NY, il 3 settembre 1790, e, nel 1806, fu eletto Maestro venerabile della Gran Loggia di New York. Clinton fu essenziale nel fondare il Grande Accampamento dei Cavalieri Templari negli Stati Uniti e fu primo, secondo e terzo Gran Maestro dal 1816 al 1828. Egli mantenne il titolo fino alla sua morte che avvenne nel 1828.
In 1826 ci fu il Caso William Morgan a Batavia. Morgan, che minacciò di pubblicare una esposizione dei rituali della Massoneria, scomparve e fu presumibilmente rapito e ucciso dai massoni.
Clinton emise tre proclami, ciascuno aumentando la ricompensa per informazioni e cattura dei colpevoli fino a raggiungere $2.000. I proclami di Clinton non ebbero effetto e la fraternità massone subì un periodo di grave declino in molte zone degli Stati Uniti a causa delle critiche sollevate dallo
scandalo.
La Gran Loggia di New York istituì il Premio DeWitt Clinton, che ricompensava servizi particolari alla comunità da parte di organizzazioni o persone non massoniche, i cui atti davano esempio di un interesse condiviso per il benessere del genere umano e il credo nella fratellanza umana.